# Fischer János (evangélikus lelkész)
Fischer János (Piscatoris János) (Ózólyom, 1672. november 30. – 1720. áprilisa) evangélikus lelkész.

## Élete
Piscatoris Máté orgonista és Majthényi Katalin fia volt. Szülőhelyén tanult, azután Pozsonyban és Boroszlóban, 1698. február 3-ától a wittenbergi egyetemen folytatta tanulmányait, ahol magiszteri fokozatot szerzett. Ezután Boroszlóba ment, majd hazájába visszatérve Körmöcbányán helyettes lelkész, 1703. február 16-án lelkész lett.

## Művei
- De origine, jure ac utilitate linguae slavonicae; praes. de. Casparo Kirchmaiero. Vitenberg, 1697.